# غرش (آواسازی)

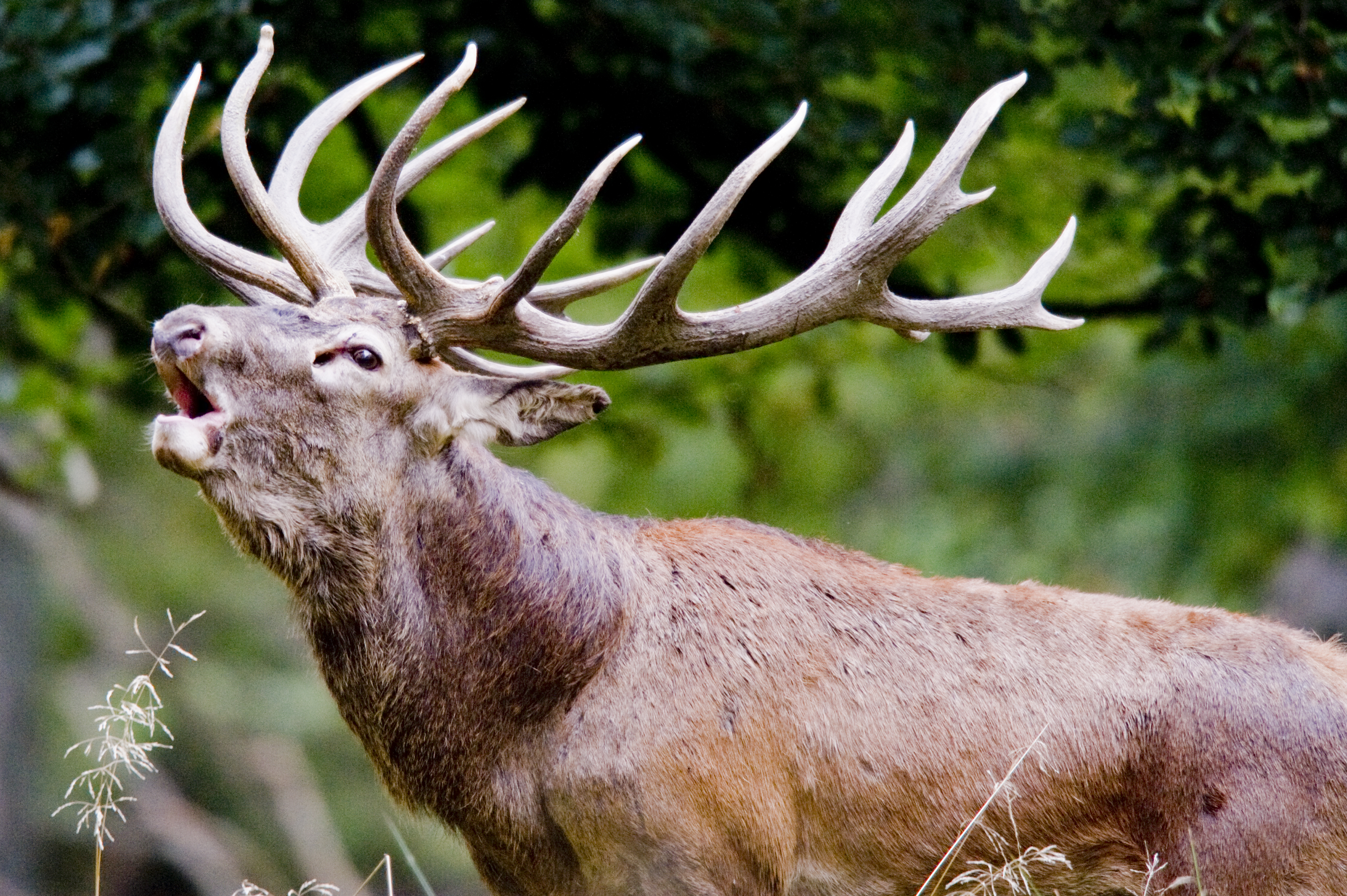
گوزن قرمز (مرال) در حال غرش

غرش (به انگلیسی: Roar)، نوعی آوای جانوری است که عمیق و طنین‌انداز است. بسیاری از پستانداران برای تولید غرش و سایر آواهای غرش‌مانند برای اهدافی مانند ارتباط از راه دور و ارعاب تکامل یافته‌اند. اینها شامل گونه‌های مختلفی از گربه‌های بزرگ، خرس‌ها، پاروپایان، گوزن‌ها، گاوان، فک‌ها، فیل‌ها و میمون‌سانیان می‌شود.
توانایی غرش یک مبنای کالبدشناختی دارد که اغلب شامل تغییراتی در حنجره و استخوان لامی و فضای داخلی هوای بزرگ برای تشدید آکوستیک با فرکانس پایین است. در حین غرش، جانوران ممکن است گردن خود را دراز کنند و سر خود را بالا ببرند تا فضا برای تشدید صدا افزایش یابد.